# З
La З, minuscolo з, chiamata ze,  è una lettera dell'alfabeto cirillico. Rappresenta la consonante fricativa alveolare sonora IPA /z/. In russo quando si trova in fine di parola viene desonorizzata e si pronuncia /s/. Appare simile al numero 3.
La pronuncia di З è quella della S sonora italiana, ad eccezione di quando è seguita da Ь o da una delle vocali palatalizzanti. In questi casi in russo viene letta quasi come una Ж (IPA /ʒ/).
| Lettera cirillica | Pronuncia IPA | Trascrizione scientifica | Trascrizione inglese | Trascrizione tedesca | Trascrizione francese |
| ----------------- | ------------- | ------------------------ | -------------------- | -------------------- | --------------------- |
| З                 | /z/           | z                        | z                    | z                    | z                     |